# 智照院 (徳川家斉側室)
智照院（ちしょういん、? ‐ 文化10年（1813年））は、江戸幕府将軍徳川家斉の側室。名は八百。父は安部正芳。

## 経歴
文化10年（1813年）、奥五郎を出産した後、産後の肥立ちが悪く死去した。法名は智照院晧月慧忍大姉。奥五郎も翌文化11年（1814年）に早世した。
没日については11月8日と10月2日の2説がある。墓碑には十月二日とあるが、『徳川諸家系譜』では、お八百が産後、桜田御用屋敷にて療養を始めた日がこの日とされている。
墓地は東京都文京区の伝通院。